# 瀼州
瀼州，唐朝时设置的州。
貞觀十二年（638年），清平公李弘节开夷獠置，治所在临江县（今广西壮族自治区上思县西南）。辖境相当今上思县西南部、宁明县东南部地区。天宝元年（742年）改临潭郡。乾元元年（758年）复改瀼州。贞元年间废。 户千六百六十六，下辖四县：瀼江县（今广西崇左市）、波零县（今广西崇左市江州镇板崇村）、鹄山县（今广西扶绥县渠黎镇）、弘远县（今广西宁明县海渊镇）。
瀼州刺史
- 滕殷晋（长庆初年）